# 김용국 (펜싱 선수)
김용국(金容國, 1966년 12월 14일~)은 대한민국의 펜싱 선수로 주 종목은 플뢰레이다. 1988년 하계 올림픽과 1996년 하계 올림픽에 참가했으며, 1994년 아시안 게임에서 플뢰레 단체전 우승을 차지했다.